# ANIRMAU
ANIRMAU (también conocido como ANIRMAU - Animation Film Festival) es un festival español de cine de animación que se celebra durante el mes de abril en Lalín. Fue fundado en 2010 por Severiano Casalderrey, director y principal impulsor del evento que reúne anualmente una importante selección de producciones de animación de alcance internacional. 
El festival ANIRMAU nace con el objetivo de promocionar y dar a conocer la animación audiovisual, además de tratarse de un importante punto de encuentro entre los profesionales de la animación gallega. Entre sus principales señas de identidad destaca su orientación didáctica, sirviendo como un importante vehículo para los alumnos de secundaria de toda la Comarca del Deza.
Las principales sedes del festival son el IES Ramón Mª Aller Ulloa (Lalín) y las salas de cine Filmax. Consta de varias categorías evaluadas por un jurado profesional: cortometrajes de animación y animación multimedia (vídeos musicales, publicidad, cortinillas y otros formatos alternativos). La edición 2013 destaca por introducir una nueva modalidad: competición oficial de largometrajes de animación. Además, su programación suele incluir homenajes, retrospectivas y otras actividades paralelas como charlas, exposiciones y talleres de animación.

## ANIRMAU'11
Primera edición del festival, en la que se recibieron 232 cortometrajes pertenecientes a 38 países de todo el mundo. La selección oficial a concurso constaba de 112 obras, de las cuales 33 eran españolas. La calidad de las proyecciones estaba avalada con cintas presentes en festivales tan prestigiosos como el Festival de Cannes, el Festival Internacional de Cine de Venecia, el Festival Internacional de Cine de San Sebastián, el Festival de Cine de Sundance, el Festival de Cine de Sitges, entre otras citas más especializadas e igualmente importantes como el Festival Internacional de Cine de Animación de Annecy y el festival Anima Mundi.
El jurado profesional estuvo compuesto por el documentalista gallego Anxo Santomil y el animador y director uruguayo Juan Pablo Etcheverry. En el plano de invitados, destacó la presencia del director Fernando Cortizo, célebre por su largometraje O Apóstolo (2012), quien fue homenajeado en una sesión monográfica con todos sus cortometrajes; y el norteamericano John R. Dilworth, director candidato a los Premios Óscar, que tuvo una retrospectiva de toda su obra.
El resto de actividades se completó con dos talleres de animación y dos exposiciones. Los talleres trabajaron dos de las técnicas más importantes del cine de animación: stop motion, impartido por el miembro del jurado Juan Pablo Etcheverry; y dibujo animado, impartido por el principal invitado del festival John R. Dilworth. En cuanto a las exposiciones, tuvieron como temas principales el rodaje de la película "O Apóstolo" y las películas de animación realizadas por Filmax Entertainment. 

### Palmarés
| Premio                     | Película                                    | Año  | Realizador               | País     |
| -------------------------- | ------------------------------------------- | ---- | ------------------------ | -------- |
| GRAN PREMIO                | Kinematograf                                | 2009 | Tomek Baginski           | Polonia  |
| PREMIO MULTIMEDIA          | Soko "I'll Kill Her"                        | 2009 | Joerg Barton             | Alemania |
| MEJOR CORTO GALLEGO        | O pintor de ceos                            | 2008 | Jorge Morais             | España   |
| PREMIO DEL PÚBLICO         | O pintor de ceos                            | 2008 | Jorge Morais             | España   |
| * Menciones:               |                                             |      |                          |          |
| PREMIO ESPECIAL DEL JURADO | Ámár                                        | 2010 | Isabel Herguera          | España   |
| MEJOR CORTO EUROPEO        | Le Petit Dragon                             | 2009 | Bruno Collet             | Francia  |
| MEJOR CORTO ESPAÑOL        | Ex æquo: La paciencia de la memoria         | 2009 | Vuk Jevremovic           | España   |
|                            | Ex æquo: Les bessones del carrer del ponent | 2010 | Marc Riba - Anna Solanas | España   |
| MEJOR CORTO GRADUACIÓN     | Daniel's Journey                            | 2009 | Luis Zamora Pueyo        | España   |
| MEJOR CORTO INFANTIL       | A nena que tiña unha soa orella             | 2009 | Álvaro León              | España   |
| MEJOR CORTO EDUCATIVO      | Points of View                              | 2008 | Jessica Cheeseman        | Alemania |
| PREMIO MEJOR MÚSICA        | Homeland                                    | 2009 | Juan de Dios Marfil      | España   |

## ANIRMAU'12
La segunda edición del festival supuso todo un éxito de participación al inscribir 588 cortometrajes llegados de 51 países de los cinco continentes. La relación de películas incluía 73 cortometrajes independientes, 308 filmes profesionales y 207 creaciones de escuela. La competición oficial presentaba 3 secciones diferentes: competición de cortometrajes (47 películas), competición de cortometrajes educativos (77 películas) y competición multimedia (32 obras), sumando un total de 156 realizaciones en programa. En cuanto a la calidad, el festival superó el nivel de la pasada edición al contar con un buen número de creaciones seleccionadas en cientos de los mejores festivales internacionales.

### Palmarés
| Premio                          | Película                  | Año  | Realizador                     | País        |
| ------------------------------- | ------------------------- | ---- | ------------------------------ | ----------- |
| GRAN PREMIO                     | Plume                     | 2011 | Barry Purves                   | Francia     |
| PREMIO MULTIMEDIA               | Freilach                  | 2010 | Fass Castro                    | España      |
| MEJOR CORTO GALLEGO             | Birdboy                   | 2010 | Alberto Vázquez - Pedro Rivero | España      |
| PREMIO DEL PÚBLICO              | Bisclavret                | 2011 | Emilie Mercier                 | Francia     |
| * Menciones:                    |                           |      |                                |             |
| PREMIO ESPECIAL DEL JURADO      | Tussilago                 | 2010 | Jonas Odell                    | Suecia      |
| MEJOR CORTO EUROPEO             | Ex æquo: A Morning Stroll | 2011 | Grant Orchard                  | Reino Unido |
|                                 | Ex æquo: Dripped          | 2010 | Léo Verrier                    | Francia     |
| MEJOR CORTO ESPAÑOL             | Vicenta                   | 2010 | Sam                            | España      |
| MEJOR CORTO GRADUACIÓN          | Coast Warning             | 2011 | Alexandra Shadrina             | Rusia       |
| MEJOR CORTO INFANTIL            | Luminaris                 | 2011 | Juan Pablo Zaramella           | Argentina   |
| PREMIO MEJOR MÚSICA             | Kamene                    | 2010 | Katarina Kerekesova            | Eslovaquia  |
| * Menciones Jurado Joven:       |                           |      |                                |             |
| MEJOR CORTO EDUCATIVO           | Second Hand               | 2011 | Isaac King                     | Canadá      |
| PREMIO ESPECIAL CORTO EDUCATIVO | La Détente                | 2011 | Bertrand Bey - Pierre Ducos    | Francia     |
| MEJOR CORTO EXPERIMENTAL        | Aalterate                 | 2011 | Chistobal de Oliveira          | Francia     |
| PREMIO ESPECIAL MULTIMEDIA      | Alice "Madness Returns"   | 2010 | Jannes Hendrikz - Ree Treweek  | Sudáfrica   |
| MEJOR VÍDEO MUSICAL             | Sometimes in the Stars    | 2011 | Ari Gibson - Jason Pamment     | Australia   |